# Симоненко, Валентин Константинович
Валенти́н Константи́нович Симоне́нко (укр. Валентин Костянтинович Симоненко; род. 4 июля 1940, Одесса) — председатель Счётной палаты Украины в 1996—2011 годах, исполнял обязанности Премьер-министра Украины с 2 по 12 октября 1992 года. Был руководителем г. Одессы с 1983 по 1992 год. Государственный служащий I ранга. 
Доктор экономических наук, профессор, член-корреспондент Национальной академии наук Украины, Герой Украины (2009), Заслуженный экономист Украины (2000), Лауреат Государственной премии Украины в области науки и техники (2003), Почётный гражданин Одессы (2019).

## Биография
Родился 4 июля 1940 года в рабочей семье. 

### Образование и труды
Окончил Одесский инженерно-строительный институт (1957—1962) по специальности инженер-строитель.
Кандидатская диссертация: «Усовершенствование организационно-экономического управления большим городом» (1992). Докторская диссертация: «Усовершенствование управления социально-экономическими процессами в регионах» (1996).
Заслуженный экономист Украины. Член-корреспондент Национальной академии наук Украины. Член Академии экономических наук. Лауреат Государственной премии Украины в области науки и техники за цикл работ по проблемам региональной и социально-экономической политики (2003). Почетный член Международной кадровой академии (2004).
Автор более 200 печатных работ, посвященных проблемам социально-экономического развития Украины, становлению рыночной экономики, региональной политики, формированию и выполнению государственных бюджетов, роли исполнительных и законодательных органов в этом процессе, в том числе книг: «Украину возродят регионы» (1995), «Украинское Причерноморье: потенциальные возможности и перспективы развития» (1996), «Регионы Украины — проблемы развития» (1997), «Покаяние?!» (1997), «Основы экономической теории» (2000), «Основы единой системы государственного финансового контроля в Украине» (2006), «Пятилетки независимости: Экономические эссе» (2007), «Пятилетка „враздрай“: Экономические эссе» (2011).
Член Национального союза журналистов Украины.

### Производственная и политическая деятельность
Начинал мастером на строительстве Киевской ГЭС. Прошел путь от инженера-строителя до директора завода в тресте «Одесжелезобетон».
С 1983 года Валентин Симоненко — председатель исполкома Одесского горсовета, народный депутат, с 1991 года — председатель горсовета и горисполкома.
В марте 1992 года назначен представителем Президента Украины в Одесской области, в июле этого же года — Первым вице-премьер-министром Украины. В это же время возглавляет Социально-экономический совет при Президенте Украины, советник Президента Украины по социально-экономическим вопросам.
Депутат ВС УССР 11-го созыва и народный депутат Украины 1-го и 2-го созывов.
В конце 1996 года Верховной Радой Украины В. К. Симоненко избран Председателем Счетной палаты.
11 декабря 2003 года Верховная Рада Украины назначила В. К. Симоненко на должность Председателя Счетной палаты Украины на второй срок. 7 июля 2011 года уволен с должности в связи с окончанием срока полномочий.
С лета 2006 года член Совета гражданско-политического объединения «Украинский форум». Весной 2009 года вошёл в совет Гражданского движения «Новая Украина».

### Увлечения
Увлекается альпинизмом. Мастер спорта, заслуженный тренер Украины, Президент Федерации альпинизма и скалолазания Украины. Руководитель Первой Украинской национальной экспедиции на Эверест (март—май 1999 года), руководитель Национальной экспедиции «Украина-Гималаи-2001». Возглавляет альпинистский клуб «Одесса».
В 1973 году помог основать Альп-Клуб Одесса.
В 1995 году Валентин Константинович становится президентом общественной организации "Альпинистский клуб «Одесса» (правопреемник федерации). Альпклуб под его руководством становится одним из ведущих на Украине.
В. К. Симоненко является одним из главных организаторов украинских гималайских экспедиций на вершины Аннапурна (8078м), Чо-Ойю (8201м), Пумори (7161м) и Амадаблам (6856м), проводит украинские национальные экспедиции на Эверест (8848м), Манаслу (8163 м), пик Украина (6251 м), Гимал-Чули (7893 м) и руководил экспедицией на восьмитысячник Макалу(8463 м).
В 1999 году за развитие альпинизма на Украине, подготовку высококлассных альпинистов В. К. Симоненко присвоено высокое звание — заслуженный тренер Украины.

### Семья
- Отец — Симоненко Константин Давыдович (1908—1958)
- Мать — Симоненко Александра Ивановна (1914—1991)
- Брат — Симоненко Владимир Константинович (1935—1998)
- Жена Адажиева Инна Алексеевна (1938—2002)
- Овдовев, женился вторично: жена Ольга Таратута — дизайнер, владелец известного в Одессе бренда «Модесса»
- Имеет двоих сыновей Сергей (род. 1963) — руководитель предприятия Госгидрография. Константин (род. 1974) — депутат Киевского городского совета, адвокат.

## Награды и премии
- Герой Украины с вручением ордена Державы (3 декабря 2009 года) — за выдающийся личный вклад в государственное строительство Украины, становление и утверждение Счётной палаты как конституционного органа независимого финансового контроля[5].
- Орден князя Ярослава Мудрого V степени (15 сентября 2006 года) — за весомый личный вклад в обеспечение действенного контроля за рациональным использованием средств Государственного бюджета Украины, многолетний добросовестный труд и по случаю 10-й годовщины образования Счётной палаты[6].
- Орден «За заслуги» I степени (2004).
- Орден «За заслуги» II степени (6 июля 1999 года) — за высокие спортивные достижения, мужество и самоотверженность, обнаруженные во время спортивного восхождения на самую высокую вершину мира Эверест[7]
- Орден «За заслуги» III степени (1996).
- Орден Дружбы (5 ноября 2009 года, Россия) — за большой вклад в укрепление российско-украинского сотрудничества в сфере финансового контроля[8][9].
- Орден Трудового Красного Знамени (1976).
- Орден Дружбы народов (1981).
- Заслуженный экономист Украины (31 мая 2000 года) — за весомые достижения в трудовой и профессиональной деятельности[10].
- Государственная премия Украины в области науки и техники (23 декабря 2003 года) — за цикл работ по проблемам региональной социально-экономической политики[11].
- Почётная грамота Президиума Верховного Совета УССР.
- Почётная грамота Верховной Рады Украины.
- Заслуженный тренер Украины.
- Почётный гражданин Одессы (12 июня 2019 года)[2].
- многочисленные медали.